# Nordsiebenbürgen

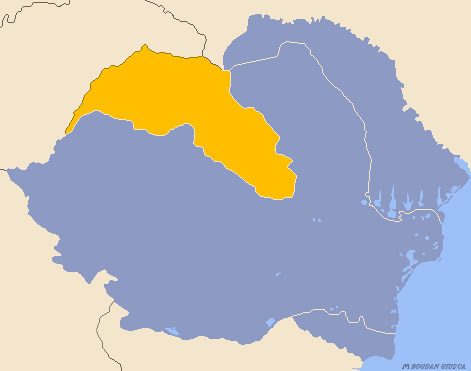
Nordsiebenbürgen (orangegelb) innerhalb Rumäniens

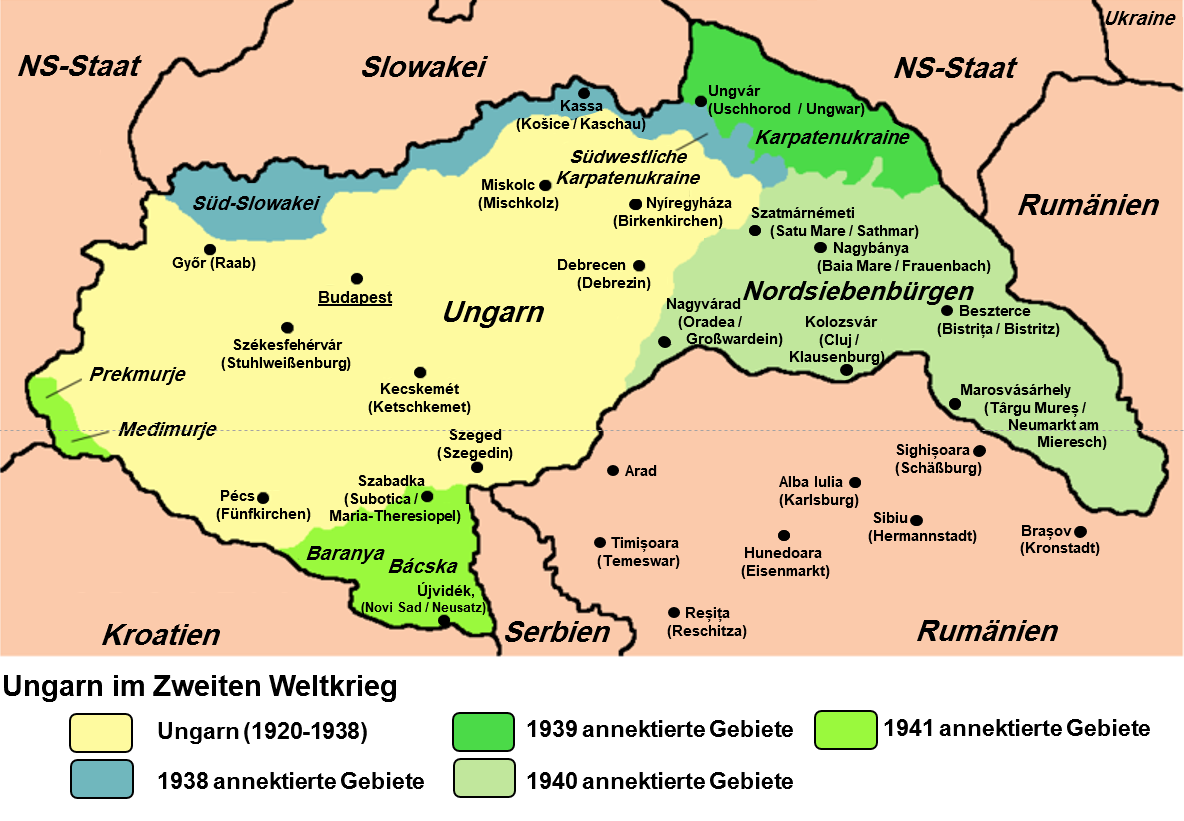
Nordsiebenbürgen als Teil Ungarns

Als Nordsiebenbürgen bzw. Nordtranssylvanien (rumänisch Transilvania de Nord, ungarisch Észak-Erdély) wird die nördliche Hälfte Siebenbürgens (und des Kreischgebiets) bezeichnet. Politische Verwendung fand der Begriff durch den Zweiten Wiener Schiedsspruch. Mit diesem Schiedsspruch drängten 1940 das Deutsche Reich und Italien das Königreich Rumänien Nordsiebenbürgen an Horthy-Ungarn abzutreten. Das abgetretene Gebiet erstreckte sich vom Szeklerland im Osten über das Siebenbürgische Becken hinweg bis über den Großteil des Kreischgebiets im Westen. Im Norden und Osten wurde es durch die Ostkarpaten begrenzt, im Südwesten durch die Siebenbürger Westkarpaten (Bihor-Gebirge bzw. Apuseni-Gebirge).
Es lag zwar nahe, zumindest das Szeklerland im Osten Siebenbürgens, in dem ungarische Szekler eine klare Mehrheit bildeten, an Ungarn anzugliedern – das Problem war jedoch, dass das Szeklerland nicht nahe Ungarn lag. Um eine Landverbindung zu haben, wurde auch das dazwischenliegende, überwiegend von Rumänen besiedelte Gebiet an Ungarn angegliedert. Das durch den Schiedsspruch abgetretene Gebiet umfasste insgesamt 43.500 km², womit Ungarn etwa 42 Prozent des gesamten, zwanzig Jahre zuvor durch den Vertrag von Trianon an Rumänien abgetretenen Gebietes zurückerhielt. In dem zurückerhaltenen Gebiet lebten zwischen 2,5 und 2,6 Millionen Menschen, von denen – nach rumänischer oder ungarischer Zählung – eine knappe Mehrheit (1,3 Millionen) bzw. nur 1 Million Rumänen waren.
Im Zweiten Weltkrieg konnte Rumänien 1944 Nordsiebenbürgen mit Hilfe der sowjetischen Roten Armee zurückerobern. Vergeblich bat die ungarische Nachkriegsregierung auf der Pariser Friedenskonferenz 1946 darum, wenigstens einen Teil davon behalten zu können. Doch mit den Pariser Friedensverträgen 1947 kam Nordsiebenbürgen an das Königreich Rumänien zurück. Kurz darauf wurde die Monarchie gestürzt und die Volksrepublik ausgerufen. Die fortan regierenden Kommunisten schufen in dem von Szeklern bevölkerten Ostteil Nordsiebenbürgens 1952 eine Ungarische Autonome Region (13.500 km², 731.000 Einwohner), die bis 1968 bestehen sollte.